# Marché automobile français en 1950
Cinq ans après la fin du conflit mondial, le marché automobile français connaît son renouveau en 1950. En effet, depuis la fin de 1949, les tickets de rationnement ont été supprimés, l’essence est de nouveau en vente libre et la liberté de circulation a été rétablie. Les constructeurs disposent quant à eux d’une plus grande liberté d’approvisionnement en matières premières. L’automobiliste de 1950 a ainsi le choix entre 34 marques nationales qui lui proposent une cinquantaine de modèles.
Avec 174 305 immatriculations, le marché français reprend de la vigueur et il devient le premier d’Europe, avec un niveau trois fois supérieur au second, le marché britannique, alors en récession. Trois vedettes se disputent les faveurs des acheteurs : la Renault 4 CV, la Peugeot 203 et la Citroën Traction Avant. Leur score dépasse les 30 000 ventes et elles représentent à elles seules les 2/3 du marché. Deux voitures voient leur résultat dépasser les 10 000 ventes : la Simca 8 et la Ford Vedette. Deux voitures populaires et économiques suivent autour de 6 000 ventes annuelles : la Panhard Dyna et la nouvelle Citroën 2 CV (les premières livraisons datent de juillet 1949). La petite Simca 6 en revanche parvient difficilement à réaliser plus de 4 000 ventes.
Les grandes marques françaises n’arrivent pas à retrouver leur lustre d’antan. Malgré sa 6e victoire au rallye Monte-Carlo, Hotchkiss attend ses nouveaux modèles pour 1951, Salmson et Talbot conservent des modèles aux lignes classiques, et la production des luxueuses Delahaye et Delage devient marginale (les dirigeants de Delahaye s’orientant davantage vers les véhicules industriels et militaires).
Les modèles français détiennent 98 % de leur marché national, alors que plus du tiers de leur production est exporté. Les importateurs ont donc une portion congrue d’à peine 3 600 ventes que se partagent principalement les américains (1725 immatriculations, principalement des Buick, Pontiac, Chrysler, Cadillac, Studebaker et Packard) et les allemands (1449 immatriculations de Volkswagen, Opel et Mercedes) loin devant les britanniques (381 Jaguar, MG, Riley, Bentley  et Rolls Royce). La présence de voitures allemandes est due au retour des militaires en garnison en Allemagne...

## Classement des 11 premières  marques
| Marques      | Ventes | Comp. 1949 | Part de marché |
| ------------ | ------ | ---------- | -------------- |
| 1. Renault   | 54 666 | n.c.       | 31,36 %        |
| 2. Citroën   | 36 357 | n.c.       | 20,86 %        |
| 3. Peugeot   | 34 012 | n.c.       | 19,51 %        |
| 4. Simca     | 21 871 | n.c.       | 12,55 %        |
| 5. Ford      | 12 990 | n.c.       | 7,45 %         |
| 6. Panhard   | 6 825  | n.c.       | 3,92 %         |
| 7. Hotchkiss | 1 458  | n.c.       | 0,84 %         |
| 8. Salmson   | 1 001  | n.c.       | 0,57 %         |
| 9. Talbot    | 297    | n.c.       | 0,17 %         |
| 10. Delahaye | 272    | n.c.       | 0,16 %         |
| 11. Delage   | 68     | n.c.       | 0,04 %         |

## Classement des 15 premières voitures vendues
| Modèles                   | Ventes | Comp. 1949 | Part de marché |
| ------------------------- | ------ | ---------- | -------------- |
| 1. Renault 4CV            | 50 291 | n.c.       | 28,85 %        |
| 2. Peugeot 203            | 34 012 | n.c.       | 19,51 %        |
| 3. Citroën Traction Avant | 30 180 | n.c.       | 17,31 %        |
| 4. Simca 8                | 17 705 | n.c.       | 10,16 %        |
| 5. Ford Vedette           | 12 990 | n.c.       | 7,45 %         |
| 6. Panhard Dyna           | 6 825  | n.c.       | 3,92 %         |
| 7. Citroën 2 CV           | 6 177  | +605 %     | 3,54 %         |
| 8. Simca 6                | 4 166  | n.c.       | 2,39 %         |
| 9. Renault Juvaquatre     | 2 395  | n.c.       | 1,37 %         |
| 10. Renault Colorale      | 1 980  | n.c.       | 1,14 %         |
| 11. Hotchkiss             | 1 458  | n.c.       | 0,84 %         |
| 12. Salmson S4            | 1 001  | n.c.       | 0,57 %         |
| 13. Talbot                | 297    | n.c.       | 0,17 %         |
| 14. Delahaye              | 272    | n.c.       | 0,16 %         |
| 15. Delage D6-3 litres    | 68     | n.c.       | 0,04 %         |